# Kirgistan na Letnich Igrzyskach Olimpijskich 1996
Kirgistan na Letnich Igrzyskach Olimpijskich 1996 reprezentowało 33 sportowców, 26 mężczyzn i 7 kobiet.
Był to 3. start reprezentacji Kirgistanu na letnich igrzyskach olimpijskich.

## Skład reprezentacji

### Boks
Mężczyźni
- Sergiej Kopenkin
  - Waga lekka – 9. miejsce

- Nurbek Kasenow
  - Waga półśrednia – 9. miejsce

- Andriej Kumyavka
  - Waga półciężka – 17. miejsce

### Judo
Mężczyźni
- Vadim Sergeyev
  - Waga ciężka – 13. miejsce

Kobiety
- Nataliya Kuligina
  - Waga ekstralekka – 19. miejsce

### Kajakarstwo
Mężczyźni
- Andrey Mitkovets, Yury Ulyachenko
  - C-2 500 m – odpadli w eliminacjach

- Andrey Mitkovets, Yury Ulyachenko
  - C-2 1000 m – odpadli w eliminacjach

### Kolarstwo
Mężczyźni
- Yevgeny Vakker
  - Wyścig punktowy – 16. miejsce

### Lekkoatletyka
Mężczyźni
- Vladislav Chernobay
  - Bieg na 100 m – odpadł w eliminacjach

- Boris Kaveshnikov
  - Bieg na 400 m – odpadł w eliminacjach

- Nazirdin Alikbekov
  - Maraton – 63. miejsce

- Yeniya Shorokhov
  - Bieg na 400 m przez płotki – odpadł w eliminacjach

- Maksim Smetanin
  - Trójskok – 37. miejsce

Kobiety
- Irina Bogaczowa
  - Maraton – 21. miejsce

### Pięciobój nowoczesny
Mężczyźni
- Igor Feldman
  - Indywidualnie – 30. miejsce

### Pływanie
Mężczyźni
- Vitaly Vasilyev
  - 50 m stylem dowolnym – 52. miejsce

- Sergey Ashikhmin
  - 100 m stylem dowolnym – 29. miejsce

- Dmitry Lapin
  - 200 m stylem dowolnym – 38. miejsce

- Andrey Kvasov
  - 400 m stylem dowolnym – 26. miejsce

- Konstantin Pryakhin
  - 100 m stylem grzbietowym – 45. miejsce

- Yevgeny Petrashov
  - 100 m stylem klasycznym – 42. miejsce

- Konstantin Andryushin
  - 200 m stylem motylkowym – 26. miejsce

- Vitaly Vasilyev, Sergey Ashikhmin, Dmitry Lapin, Andrey Kvasov
  - Sztafeta 4 × 100 m stylem dowolnym – 18. miejsce

- Vitaly Vasilyev, Sergey Ashikhmin, Dmitry Lapin, Andrey Kvasov
  - Sztafeta 4 × 200 m stylem dowolnym – 17. miejsce

- Konstantin Andryushin, Sergey Ashikhmin, Yevgeny Petrashov, Konstantin Pryakhin
  - Sztafeta 4 × 100 m stylem zmiennym – 21. miejsce

Kobiety
- Viktoriya Poleyayeva
  - 100 m stylem dowolnym – 44. miejsce

- Olga Korotayeva
  - 800 m stylem dowolnym – 27. miejsce

- Oksana Cherevko
  - 200 m stylem klasycznym – 40. miejsce

- Olga Bogatyreva
  - 100 m stylem zmiennym – 39. miejsce

- Olga Bogatyreva, Olga Titova, Olga Korotayeva, Viktoriya Poleyayeva
  - Sztafeta 4 × 200 m stylem dowolnym – 20. miejsce

### Strzelectwo
Mężczyźni
- Yury Melentyev
  - Pistolet dowolny, 10 m – 12. miejsce
  - Pistolet dowolny, 50 m – 20. miejsce

- Yury Lomov
  - Karabin pneumatyczny 10 m – 22. miejsce
  - Karabin małokalibrowy trzy postawy 50 m – 32. miejsce
  - Karabin małokalibrowy leżąc 50 m – 11. miejsce

### Zapasy
Mężczyźni
- Raatbek Sanatbajew
  - Waga do 82 kg w stylu klasycznym – 8. miejsce

- Władimir Torgowkin
  - Waga do 48 kg w stylu wolnym – 17. miejsce

- Konstantin Aleksandrow
  - Waga do 100 kg w stylu wolnym – 6. miejsce

- Aleksandr Kowalewski
  - Waga pow. 100 kg w stylu wolnym – 5. miejsce